# USS Constellation (CC-2)
USS "Constellation" (CC-2) – amerykański krążownik liniowym typu Lexington, którego budowa nie została ukończona. Był trzecim okrętem United States Navy, który nosił tę nazwę.
Jego stępka została położona w Newport News w sierpniu 1920, ale budowa większości okrętów tego typu została anulowana w 1923 roku zgodnie z ustaleniami Traktatu Waszyngtońskiego z roku 1922.

## Dane techniczne (według projektu z 1919 roku)
- Uzbrojenie:
  - Artyleria główna: osiem dział kalibru 406 mm (16 cali) o lufach długości 50 kalibrów (układ 4 x II działa)
  - Artyleria pomocnicza: 
    - szesnaście dział kalibru 152 mm (6 cali) o lufach długości 53 kalibrów (układ 16 x I) - osiem po każdej stronie
    - cztery działa kalibru 76 mm (3 cale)

  - Uzbrojenie torpedowe: osiem wyrzutni torped kalibru 21 cali
- Maszynownia: moc 180.000 koni parowych (134 MW), turbiny elektryczne General Electric, 4 śruby.